# The Jacksons Live!
The Jacksons Live! è un album dal vivo del gruppo musicale statunitense The Jacksons, pubblicato l'11 novembre 1981. Registrato durante le tappe estive del Triumph Tour è stato estratto dalle registrazioni effettuate durante le tappe del tour a Memphis, Buffalo, Atlanta, Pittsburgh, Providence e New York City.

## Descrizione
All'inizio degli anni '80, i Jacksons stavano vivendo una grande rinascita musicale grazie ai loro album di successo Destiny, del 1978, e Triumph, del 1980. Inoltre vi era una grande attenzione verso Michael Jackson dopo l'ascesa da solista con il suo primo album per la Epic, Off the Wall, del 1979, che ebbe un successo strepitoso. Quando intrapresero il loro tour negli Stati Uniti del 1981, a sostegno di Triumph, la posta in gioco per portare la loro professionalità e spettacolarità di alto livello al centro della scena era alta.
Fu il primo album live pubblicato dai fratelli Jackson con il nome "The Jacksons" e il secondo album live della loro carriera se si calcola l'album dei Jackson 5 In Japan!, pubblicato inizialmente solo in Giappone nel 1973 e in seguito nel Regno Unito nel 1986, e il terzo, se si include anche la colonna sonora televisiva Goin' Back to Indiana pubblicata nel 1971 e composta principalmente da pezzi registrati dal vivo. Poiché l'album live registrato in Giappone nel '73 non fu disponibile negli Stati Uniti fino al 2004, The Jacksons Live! fu il primo album live del gruppo pubblicato in Nord America.

## Registrazioni
L'album si compone delle registrazioni di vari spezzoni dei concerti del Triumph Tour effettuate rispettivamente:
- l'8 luglio 1981 al Mid-South Coliseum di Memphis
- Il 2 agosto 1981 al Buffalo Memorial Auditorium di Buffalo
- Il 12 agosto 1981 all'Omni Coliseum di Atlanta
- Il 13 agosto 1981 alla Civic Arena di Pittsburgh
- Il 16 agosto 1981 al Providence Civic Center di Providence
- Il 18 agosto 1981 al Madison Square Garden di New York

## Accoglienza
| Recensione                    | Giudizio |
| ----------------------------- | -------- |
| The Rolling Stone Album Guide |          |
| AllMusic                      |          |
| Robert Christgau              | B+       |

Bruce Eder di AllMusic lo descrisse come «un album dal vivo che è un promemoria di quanto i Jacksons fossero un grande atto dal vivo e che cattura quello che era quasi la fine del lavoro di Michael Jackson con il gruppo di famiglia», definendolo «un artefatto di un tempo più semplice, più sfacciatamente gioioso nella musica, così come nella storia della famiglia Jackson». Il critico Robert Christgau diede una recensione positiva all'album scrivendo «sia il materiale che i cantanti sono più vivi (live-er) di quanto tu possa mai essere», dandogli una valutazione B+.
Nel 2018 il sito Albumism lo inserì all'interno della classifica dei 50 migliori album dal vivo di tutti i tempi, scrivendo: «l'album segue sia la storia che il successo fulmineo di un gruppo familiare maturo, che lavora all'apice della propria abilità sul palco. Serve come un'affascinante testimonianza dell'eredità duratura dei fratelli come esecutori navigati».
L'album ebbe un grande successo e vendette oltre 2 milioni di copie in tutto il mondo.

## Tracce
1. Opening/Can You Feel It – 6:04 (Jackson/Jackson)
2. Things I Do for You – 3:38 (The Jacksons)
3. Off the Wall – 4:00 (Rod Temperton)
4. Ben – 3:52 (Scharf/Black)
5. This Place Hotel – 4:40 (Michael Jackson)
6. She's out of My Life – 4:48 (Bahler)
7. Movie and Rap, Including Excerpts of: I Want You Back/Never Can Say Goodbye/Got to Be There – 3:04 (The Corporation/Davis/Willensky)
8. Medley: I Want You Back/ABC/The Love You Save – 2:55 (The Corporation)
9. I'll Be There – 3:12 (Hutch/West)
10. Rock with You – 3:59 (Rod Temperton)
11. Lovely One – 6:28 (Jackson/Jackson)
12. Workin' Day and Night – 6:53 (Michael Jackson)
13. Don't Stop 'til You Get Enough – 4:22 (Michael Jackson)
14. Shake Your Body (Down to the Ground) – 8:34 (Michael Jackson/Randy Jackson)

## Formazione
- Michael Jackson - voce principale, cori
- Jackie Jackson - cori
- Tito Jackson - chitarra e cori
- Randy Jackson - cori, tastiere
- Marlon Jackson - cori

## Musicisti
- David Williams - chitarra
- Bill Wolfer - tastiere
- Mike McKinney - basso
- Jonathan Moffett - batteria
- Alan "Funt" Prater, Broderick "Mac" McMorris, Cloris Grimes, Wesley Phillips - strumenti a fiato

## Tecnici
- Bill Schnee - registrazione e missaggio
- Lynn Goldsmith, Todd Gray - fotografi